# The Death of the Heart
The Death of the Heart é um romance de 1938 de Elizabeth Bowen ambientado no período entre guerras. A história é sobre uma órfã de dezesseis anos, Portia Quayne, que se muda para Londres para viver com seu meio-irmão Thomas e se apaixona por Eddie, um amigo de sua cunhada.
Bowen chamou-o de um romance 'pré-guerra', "um romance que reflete o tempo, o tempo pré-guerra com sua alta tensão, suas crescentes ansiedades e essa grande ênfase no individualismo. As pessoas estavam tão conscientes de si mesmas, umas das outras e de seus relacionamentos pessoais porque pensavam que tudo daquela época poderia acabar em breve."

## Sinopse
No início do romance, Portia vai morar com Anna e Thomas Quayne depois que sua mãe morre. Portia é meia-irmã de Thomas. O Sr. Quayne (pai de Thomas) teve um caso extraconjugal com Irene (mãe de Portia) enquanto era casado com a mãe de Thomas. Quando Irene engravidou e a Sra. Quayne soube disso, ela foi inflexível em relação a ele para que fizesse a coisa certa: então, diante da insistência de sua própria esposa, o Sr. Quayne se divorciou da mãe de Thomas e se casou com Irene. O Sr. Quayne, Irene e Portia então deixaram a Inglaterra e viajaram pela Europa como exilados da sociedade e da família Quayne, vivendo nas acomodações mais baratas. Irene e Portia continuaram a viver dessa maneira até que, quando Portia tinha 16 anos, Irene morreu. Pórcia foi enviada para viver com Thomas e Anna após a morte de Irene. O plano é que ela fique com eles por um ano, quando Portia irá embora e se mudará para a casa da irmã de Irene (tia de Portia).
Portia é uma garota naturalmente desajeitada, e esse aspecto de sua personalidade foi intensificado por sua infância estranha, cheia de viagens constantes, mudanças e estranhos, mas ao mesmo tempo incrivelmente isolada. Ela é excepcionalmente inocente em suas observações sobre as pessoas e fica perplexa com as inconsistências entre o que elas dizem e o que fazem, e se pergunta por que as pessoas dizem coisas que não querem dizer. Ela mantém um diário detalhando a vida das pessoas ao seu redor, especialmente Anna, tentando entender a chave para as pessoas que ela acha que está perdendo. Anna encontra e lê o diário de Portia; ela fica furiosa com a ideia da garota observando cada movimento seu, e fala furiosamente sobre a garota para seu amigo St. Quentin, um escritor e visitante frequente da casa dos Quaynes. Fica claro ao longo do romance que Anna não gosta de Portia porque ela é estranha. Anna e Thomas geralmente se sentem desconfortáveis com Portia em casa, mas tentam se virar. Eles a mandam para aulas onde ela faz amizade com uma garota chamada Lilian.
O interesse amoroso de Portia, se é que se pode dizer que ela tem um, é um homem chamado Eddie. Eddie trabalha na agência de publicidade de Thomas. Ele também tem um relacionamento de flerte com Anna antes da chegada de Portia. Eddie não ama verdadeiramente Portia.
No meio do romance, Anna e Thomas saem de férias para a Itália e enviam Portia para viver com a antiga governanta de Anna, a Sra. Heccomb, durante a viagem.
O clímax do romance ocorre quando St. Quentin, um amigo de Anna, conta a Portia que Anna estava lendo seu diário. Como resultado disso, Pórcia foge. Ela primeiro vai até Eddie, que fica impressionado com ela e a manda embora, dizendo que ele é amante de Anna (o que não é verdade). Portia então se refugia na casa de um conhecido de Anna chamado Major Brutt. Portia vai ao hotel do Major Brutt e implora para que ele fuja com ela e se case com ela. O Major Brutt então liga para Thomas e Anna para contar onde Portia está. O romance termina com Thomas e Anna enviando sua empregada Matchett ao hotel do Major Brutt para buscar Portia.

## Elogios literários
The Death of the Heart foi nomeado um dos 100 melhores romances modernos, tanto pela Time quanto pela Modern Library.

## Adaptação
O romance foi adaptado para uma série de TV em 1986, estrelada por Patricia Hodge e Miranda Richardson.